# Puente de la Avenida Pensilvania
El Puente de la Avenida Pensilvania o el Pennsylvania Avenue Bridge pasa por la Avenida Pensilvania a lo largo de Rock Creek y Rock Creek and Potomac Parkway entre Georgetown y Foggy Bottom en el Noroeste de Washington D. C. Anteriormente la Avenida Pensilvania cruzaba Rock Creek, y terminaba en la Calle M.
El puente fue construido con grandes tubos de hierro fundido por el Cuerpo de Ingenieros del Ejército de los EE. UU. en 1856. El puente original fue construido de cemento en 1916.
Anteriormente en el puente pasaba la línea de la Avenida Pensilvania y el Acueducto Washington a lo largo de Rock Creek.